# Ильинское кладбище (Архангельск)
Ильинское городское кладбище, на Быку — историческое кладбище Архангельска, действовавшее с 1773 по 1976 год. Получило своё название от Ильинской церкви. Ныне заброшено и пребывает в плачевном состоянии.

## История
Кладбище было основано в 1773 году за чертой города, поскольку по указу Сената от 1723 года строить кладбища в черте города запрещалось. При кладбище тогда же был построен деревянный храм Илии Пророка, по которому кладбище и было названо.

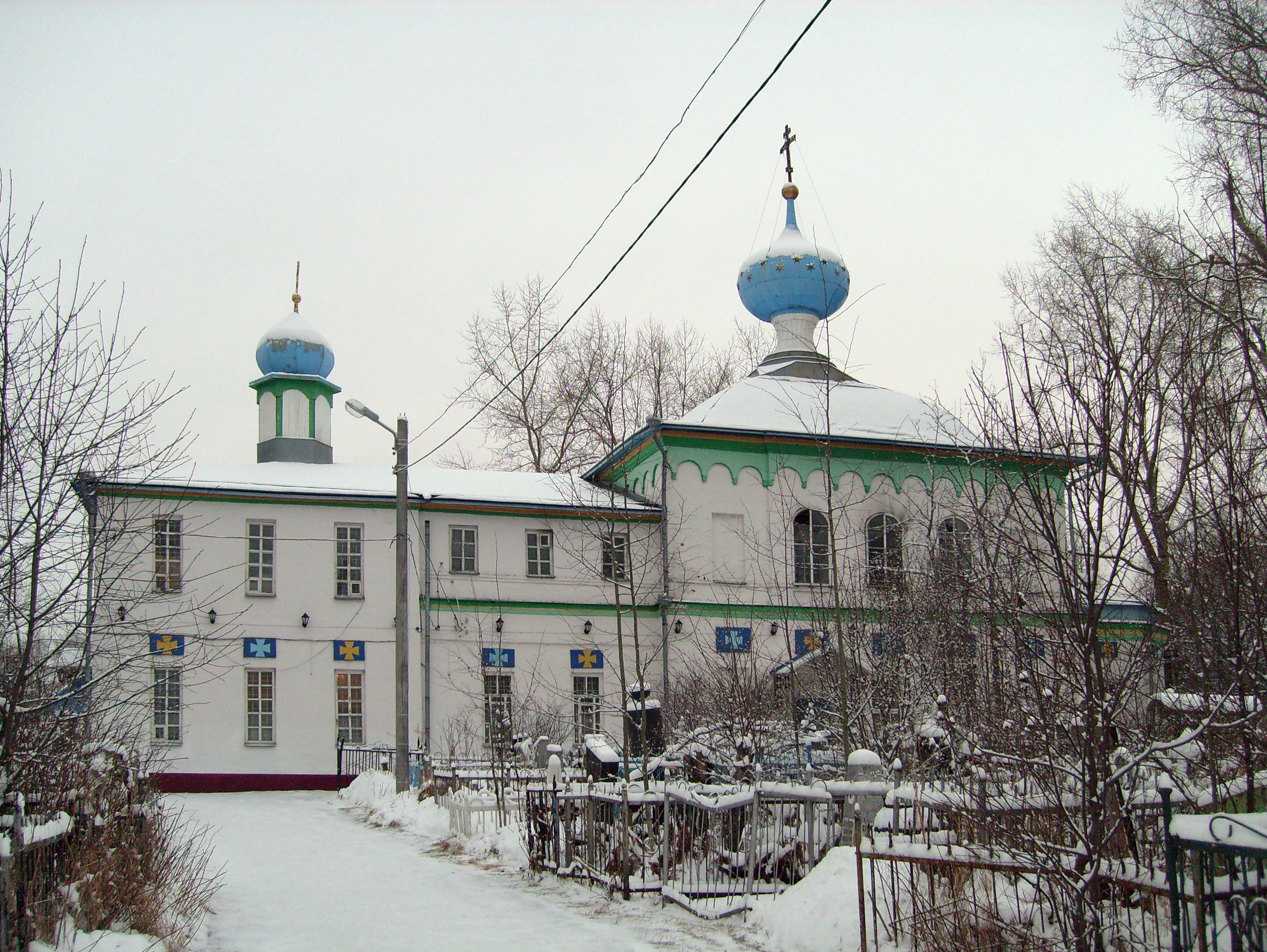
Свято-Илиинский кафедральный собор

В 1806 году здание церкви было уничтожено ударом молнии. Новый храм в честь Пророка Ильи был возведен в 1809 году. Одновременно рядом с ним была построена колокольня.
Здесь похоронены городские головы и губернаторы, военнослужащие, купцы, потомственные почётные граждане, представители духовенства, учёные. На кладбище несколько мемориалов — погибшим в годы Великой Отечественной войны летчикам, погибшему экипажу судна «Березина» (1975), погибшим морякам траулера «Метрострой» (1979).
С 1976 года кладбище считается закрытым и на нем не производятся захоронения. По словам исследователя архангельских захоронений Алексея Морозова кладбище считается бесхозным и заброшенным, книг с участками и фамилиями умерших не осталось. Искать могилы на этом кладбище сложно, более половины уже фактически утрачены.
Журналист Геннадий Петров в 2014 году отмечал «Некоторые места кладбища труднодоступны, туда можно добраться только весной, когда нет зелени. Летом некрополь утопает в листве, и большинство могил закрыты кустами и ветками».

## Известные захоронения
- Архиепископ Антоний (Быстров) (1858—1932), архиепископ Архангельский и Холмогорский (1921—1931)[4]
- Архиепископ Афанасий (Малинин) (1884—1939), архиепископ Саратовский[5].
- Баскаков, Николай Иванович (1905—1969) — управляющий трестом «Двиносплав», [6]
- Глазачев, Яков Тимофеевич (1904—1974) — капитан дальнего плавания[7]
- Демчинский, Николай Сергеевич (1894—1976) — доцент, основатель и заведующий кафедрой геодезии АЛТИ[8]
- Карцов, Виктор Андреевич (1868—1938) — вице-адмирал российского флота[9]
- Королев, Николай Васильевич (1882—1952) — инфекционист, заслуженный врач РСФСР (1946)[10]
- Лебедев, Сергей Константинович (1899—1960) — доцент, заведующий кафедрой экономики АЛТИ, организатор лесной промышленности[11]
- Лейцингер, Яков Иванович (1855—1914) — городской голова Архангельска (1903—1914). В советское время поверх могилы было сделано одно захоронение[12]. по решению мэра Виктора Павленко был сооружён новый памятник, открытый 2 сентября 2014 года[13]
- Леонов, Максим Леонович (1872—1929) — русский писатель, поэт, издатель, журналист[14]
- Архиепископ Леонтий (Смирнов) (1876—1953) — архиепископ Архангельский и Холмогорский (1944—1953)[15]
- Миркин, Абрам Исаакович (1892—1975) — терапевт, Профессор и организатор кафедры факультетской терапии АГМИ[16]
- Моданов, Зосима Константинович (1905—1974) — начальник Северного речного пароходства (1945—1962)[17]
- Нечаев, Владимир Иванович (1886—1965) — участник Первой мировой, гражданской и Великой Отечественной войн, трижды Георгиевский кавалер[18]
- Писахов, Степан Григорьевич (1879—1960) — писатель, художник, этнограф  Объект культурного наследия народов РФ. Объект № 2900000101 (БД Викигида)
- Плотников, Егор Андреевич (1806—1883) — Купец, Городской голова Архангельска (1859—1868, 1879—1883)[19]
- Попов, Алексей Иванович (1743—1805) — купец, Городской голова Архангельска (1785—1790)[20]
- Сампсонов, Александр Николаевич (1887—1965) — учёный, основатель и заведующий кафедрой теоретической механики АЛТИ[21]
- Сибирцев, Иустин Михайлович (1853—1932) — историк, археограф, палеограф, член-корреспондент Академии наук СССР[22]
- Смирнов, Александр Алексеевич (1903—1964) — доцент, заведующий кафедрой строительной механики и сопротивления материалов АЛТИ[23]
- Тарбеев, Василий Павлович (1866—1933) — митрофорный протоиерей[24]
- Тарасов, Адольф Петрович (1934—1971) — директор ЭПЗ «Красный Октябрь», лесопромышленник[25]
- Чесноков, Фёдор Арефьевич (1881—1953) — профессор и заведующий кафедрой лесохимических производств АЛТИ[26]